# ノキア・アリーナ
座標: 北緯32度03分39.41秒 東経34度47分28.8秒 / 北緯32.0609472度 東経34.791333度
メノーラ・ミヴタキム・アリーナ（ヘブライ語: היכל מנורה מבטחים、英語: Menora Mivtachim Arena）は、イスラエルのテルアビブ地区テルアビブ南東部にある屋内競技場（アリーナ）である。2015年1月1日に改名している。

## 概要
国内最大級の競技場で、座席数は10,383人。
マッカビ・テルアビブBCの本拠地であり、2004年にはユーロリーグのファイナルフォーが行われた。1972年と1994年にもまた欧州チャンピオンズカップの決勝戦が行われている。バスケットボールイスラエル代表の本拠地としても使用されているほか、コンサートなどにも使用されている。

## 歴史
1963年9月17日にオープン。杮落しはバスケットボールイスラエル代表とバスケットボールユーゴスラビア代表の間の試合でユーゴスラビアが69-64で勝った。最初の数年は5,000人の収容能力だったが、2階席が完成してからは1万人に倍増した。